# The Rehearsal
The Rehearsal är en amerikansk komediserie i dokumentärformat som hade premiär den 15 juli 2022 på strömningstjänsten Max. Serien vars första säsong består av sex avsnitt är skapad av Nathan Fielder. Seriens andra säsong har premiär under 2025.

## Handling
I serien försöker Nathan Fielder lära folk att hantera olika situationer i livet genom förberedande repetitionsövningar. Det går dock inte alltid så som det är tänkt. 